# Landkreis Emmendingen
Landkreis Emmendingen is een Landkreis in de Duitse deelstaat Baden-Württemberg. Op 31 december 2020 telde de Landkreis 166.862 inwoners op een oppervlakte van 679,90 km². Kreisstadt is de stad Emmendingen.

## Steden en gemeenten
In het Landkreis liggen onderstaande steden en gemeenten:
| Steden                                                                                       | Gemeenten |
| -------------------------------------------------------------------------------------------- | --- |
| 1. Elzach 2. Emmendingen 3. Endingen am Kaiserstuhl 4. Herbolzheim 5. Kenzingen 6. Waldkirch | 1. Bahlingen am Kaiserstuhl 2. Biederbach 3. Denzlingen 4. Forchheim 5. Freiamt 6. Gutach im Breisgau 7. Malterdingen 8. Reute 9. Rheinhausen 10. Riegel am Kaiserstuhl 11. Sasbach am Kaiserstuhl 12. Sexau 13. Simonswald 14. Teningen 15. Vörstetten 16. Weisweil 17. Winden im Elztal 18. Wyhl am Kaiserstuhl |

### Samenwerkingsverbanden
De samenwerkingsverbanden in het Landkreis hebben twee verschillende namen, namelijk:
- Vereinbarte Verwaltungsgemeinschaften
- Gemeindeverwaltungsverbände

De lichtere van die twee is de Vereinbarte Verwaltungsgemeinschaft. Bij deze vorm van samenwerking worden de minimale wettelijke taken toebedeeld aan de 'vervullende gemeente'. De term 'vervullende gemeente' wil zeggen de gemeente die de wettelijke taken uitvoert voor het samenwerkingsverband.

De Verwaltungsgemeinschaften zijn:
- Emmendingen (Emmendingen, Freiamt, Malterdingen, Sexau, Teningen)
- Waldkirch (Gutach im Breisgau, Simonswald, Waldkirch)

De Gemeindeverwaltungsverbände zijn:
- Denzlingen-Vörstetten-Reute (Denzlingen, Reute, Vörstetten)
- Elzach (Stadt Biederbach, Elzach, Winden im Elztal)
- Kenzingen-Herbolzheim (Herbolzheim, Kenzingen, Rheinhausen, Weisweil)
- Nördlicher Kaiserstuhl (Bahlingen, Endingen, Forchheim (Kaiserstuhl), Riegel, Sasbach (Kaiserstuhl), Wyhl am Kaiserstuhl)